# Cusano Milanino
Cusano Milanino es una localidad y comune italiana de la provincia de Milán, región de Lombardía, con 19.497 habitantes.

## Evolución demográfica
| Gráfica de evolución demográfica de Cusano Milanino entre 1861 y 2001 |
|                                                                       |
| Fuente ISTAT - elaboración gráfica de Wikipedia                       |